# Gănești (okręg Jassy)
Gănești – wieś w Rumunii, w okręgu Jassy, w gminie Ion Neculce. W 2011 roku liczyła 791 mieszkańców.